# Delavalia longicaudata
Delavalia longicaudata är en kräftdjursart som först beskrevs av Boeck 1873.  Delavalia longicaudata ingår i släktet Delavalia, och familjen Miraciidae. Arten är reproducerande i Sverige.